# همت‌آباد (قزوین)
همت‌آباد (قزوین)، روستایی از توابع بخش مرکزی شهرستان قزوین در استان قزوین ایران است.

## جمعیت
این روستا در دهستان اقبال غربی قرار دارد و براساس سرشماری مرکز آمار ایران در سال ۱۳۸۵، جمعیت آن ۶۳۲ نفر (۱۳۵خانوار) بوده‌است.
سرشماری سال ۹۵ جمعیت ۷۲۰ نفر می باشد.